# Кодекс 051
Кодекс 051 (Gregory-Aland) — унциальный манускрипт Нового Завета, на греческом языке, палеографически датирован X веком. 

## Особенности рукописи
Рукопись содержит не полный текст Откровения Иоанна (1,1-11,14; 13,2-3; 22,8-14), с лакунами, на 92 пергаментных листах (23 x 18 см). Текст на листе расположен в одной колонке, 22 строки на страницу. 
Греческий текст рукописи отражает смешанный тип текста. III категория Аланда. 
Рукопись хранится на афонской горе в монастыре св.  Пантократор (44).